# Aristadromips benavidesi
Aristadromips benavidesi är en spindeldjursart som först beskrevs av Denmark och Andrews 1981.  Aristadromips benavidesi ingår i släktet Aristadromips och familjen Phytoseiidae. Inga underarter finns listade i Catalogue of Life.